# Вангеліс Морас
Вангеліс Морас (грец. Βαγγέλης Μόρας) (28 серпня 1981, Лариса, Греція) — грецький футболіст; центральний захисник футбольного клубу «Лариса» та національної збірної Греції.

## Спортивна кар'єра
Вангеліс Морас почав футбольну кар'єру у складі клубу «Лариса» рідного міста. У віці 20 років перейшов до клубу «Проодефтікі», якому допоміг вийти до вищого дивізіону чемпіонату Греції. У 2003 році почав грати у складі афінського клубу АЕК, за який провів 72 матчі. 22 травня 2007 його контракт із клубом закінчився. Між тим 2004 року Морас був учасником Олімпіади в Афінах.
1 липня 2007 Вангеліс Морас перейшов в італійський клуб «Болонья», якому в першому ж сезоні допоміг вийти в Серію А. У клубі захисник вибрав номер 18, який також носив у АЕКу. 6 травня 2008 Морас забив перший м'яч за клуб, вразивши ворота «Віченци». 4 жовтня 2008 він забив перший м'яч у серії А, у ворота «Інтернаціонале». Із виходом до Серії А, футболіста прийняли до основного складу.
11 лютого 2009 року Вангеліс Морас дебютував у складі збірної Греції в матчі з Данією.